# Rachecourt-sur-Marne
Rachecourt-sur-Marne és un municipi francès situat al departament de l'Alt Marne i a la regió del Gran Est. L'any 2007 tenia 838 habitants.

## Demografia

### Població
El 2007 la població de fet de Rachecourt-sur-Marne era de 838 persones. Hi havia 328 famílies de les quals 80 eren unipersonals (38 homes vivint sols i 42 dones vivint soles), 84 parelles sense fills, 109 parelles amb fills i 55 famílies monoparentals amb fills.
La població ha evolucionat segons el següent gràfic:
Habitants censats

### Habitatges
El 2007 hi havia 364 habitatges, 332 eren l'habitatge principal de la família, 1 era una segona residència i 31 estaven desocupats. 277 eren cases i 83 eren apartaments. Dels 332 habitatges principals, 217 estaven ocupats pels seus propietaris, 109 estaven llogats i ocupats pels llogaters i 5 estaven cedits a títol gratuït; 23 tenien dues cambres, 44 en tenien tres, 110 en tenien quatre i 154 en tenien cinc o més. 240 habitatges disposaven pel capbaix d'una plaça de pàrquing. A 161 habitatges hi havia un automòbil i a 118 n'hi havia dos o més.

### Piràmide de població
La piràmide de població per edats i sexe el 2009 era:
| Homes | Edats   | Dones |
| ----- | ------- | ----- |
| 0     | 95 o +  | 1     |
| 2     | 90 a 94 | 4     |
| 5     | 85 a 89 | 6     |
| 3     | 80 a 84 | 8     |
| 13    | 75 a 79 | 11    |
| 6     | 70 a 74 | 10    |
| 27    | 65 a 69 | 23    |
| 23    | 60 a 64 | 27    |
| 13    | 55 a 59 | 19    |
| 34    | 50 a 54 | 21    |
| 30    | 45 a 49 | 30    |
| 28    | 40 a 44 | 27    |
| 26    | 35 a 39 | 26    |
| 27    | 30 a 34 | 20    |
| 27    | 25 a 29 | 22    |
| 30    | 20 a 24 | 39    |
| 24    | 15 a 19 | 39    |
| 32    | 10 a 14 | 36    |
| 14    | 5 a 9   | 24    |
| 14    | 0 a 4   | 18    |

## Economia
El 2007 la població en edat de treballar era de 516 persones, 343 eren actives i 173 eren inactives. De les 343 persones actives 292 estaven ocupades (184 homes i 108 dones) i 51 estaven aturades (17 homes i 34 dones). De les 173 persones inactives 40 estaven jubilades, 46 estaven estudiant i 87 estaven classificades com a «altres inactius».

### Ingressos
El 2009 a Rachecourt-sur-Marne hi havia 331 unitats fiscals que integraven 843,5 persones, la mediana anual d'ingressos fiscals per persona era de 13.373 €.

### Activitats econòmiques
Dels 26 establiments que hi havia el 2007, 1 era d'una empresa extractiva, 1 d'una empresa alimentària, 3 d'empreses de fabricació d'altres productes industrials, 5 d'empreses de comerç i reparació d'automòbils, 2 d'empreses de transport, 2 d'empreses d'hostatgeria i restauració, 1 d'una empresa immobiliària, 3 d'empreses de serveis, 6 d'entitats de l'administració pública i 2 d'empreses classificades com a «altres activitats de serveis».
Dels 3 establiments de servei als particulars que hi havia el 2009, 1 era una perruqueria i 2 restaurants.
L'únic establiment comercial que hi havia el 2009 era una fleca.
L'any 2000 a Rachecourt-sur-Marne hi havia 4 explotacions agrícoles.

## Equipaments sanitaris i escolars
El 2009 hi havia 1 farmàcia i 2 ambulàncies.
El 2009 hi havia una escola elemental.

## Poblacions més properes
El següent diagrama mostra les poblacions més properes.